# Gruppo di Galois
In matematica, e più precisamente in algebra, un gruppo di Galois è un gruppo associato a un'estensione di campi. In particolare, vengono principalmente studiati i gruppi associati ad estensioni che sono di Galois.
La teoria di Galois si occupa dello studio delle estensioni di Galois tramite l'analisi dei rispettivi gruppi di Galois, come, ad esempio, i gruppi di Galois associati alle estensioni date da campi di spezzamento di polinomi separabili.

## Definizione

### Estensione
Sia {\displaystyle E} una estensione di un campo {\displaystyle F}. Un {\displaystyle F}-automorfismo di {\displaystyle E} è un automorfismo
{\displaystyle \psi \colon E\to E,}
che fissa gli elementi di {\displaystyle F}, cioè tale che
{\displaystyle \psi (x)=x,}
per ogni {\displaystyle x} in {\displaystyle F}. Gli {\displaystyle F}-automorfismi di {\displaystyle E} formano un gruppo
{\displaystyle G=\mathrm {Aut} (E/F).}
Se {\displaystyle E/F} è un'estensione di Galois allora il gruppo degli {\displaystyle F}-automorfismi di {\displaystyle E} è detto gruppo di Galois ed è indicato con
{\displaystyle G=\mathrm {Gal} (E/F).}

### Polinomi
Se {\displaystyle p(x)} è un polinomio separabile a coefficienti in un campo {\displaystyle F}, il gruppo di Galois di {\displaystyle p} è definito come il gruppo di Galois dell'estensione data dal campo di spezzamento {\displaystyle E} di {\displaystyle p} su {\displaystyle F}.

## Esempi
Negli esempi seguenti {\displaystyle \mathbb {C} }, {\displaystyle \mathbb {R} }, {\displaystyle \mathbb {Q} }, sono rispettivamente i campi formati dai numeri complessi, reali e razionali. La notazione {\displaystyle F(a)} indica il più piccolo campo contenente {\displaystyle F} e {\displaystyle a}.

### Campi razionali, reali, complessi
- {\displaystyle \mathrm {Gal} (\mathbb {C} /\mathbb {R} )} ha due elementi, l'identità e la coniugazione complessa.
- {\displaystyle \mathrm {Aut} (\mathbb {R} /\mathbb {Q} )} è banale (cioè ha come solo elemento l'identità): si mostra infatti che ogni automorfismo di {\displaystyle \mathbb {R} } è continuo (segue dal fatto che preserva l'ordine dei numeri reali) e fissa ogni elemento di {\displaystyle \mathbb {Q} } e di conseguenza è l'automorfismo identico (poiché coincide con l'identità su un insieme denso di {\displaystyle \mathbb {R} }). Da ciò segue che l'estensione {\displaystyle \mathbb {R} } su {\displaystyle \mathbb {Q} } non è di Galois.
- {\displaystyle \mathrm {Gal} (\mathbb {C} /\mathbb {Q} )} è un gruppo infinito.

### Campi finiti
Se {\displaystyle F} è un campo finito con caratteristica {\displaystyle p>0}, ovvero di ordine {\displaystyle p^{n}} per qualche naturale {\displaystyle n}, lo si può vedere come estensione di {\displaystyle \mathbb {F} _{p}} (lo contiene come sottoanello fondamentale). Si ha che 
- {\displaystyle \mathrm {Gal} (F/\mathbb {F} _{p})=C_{n}=\langle f\rangle }

ovvero il gruppo ciclico di ordine {\displaystyle n}, con {\displaystyle f} endomorfismo di Frobenius. Infatti si vede che tale endomorfismo nel caso finito è un automorfismo del campo e che fissa ogni elemento di {\displaystyle F_{p}} pertanto appartiene al gruppo di Galois dell'estensione. Inoltre l'ordine di tale gruppo è uguale al grado dell'estensione, cioè {\displaystyle n} (si veda la costruzione dei campi finiti) e l'ordine nel gruppo dell'elemento {\displaystyle f} è esattamente {\displaystyle n}, pertanto esso è un generatore.

### Radici e polinomi
- {\displaystyle \mathrm {Gal} (\mathbb {Q} ({\sqrt {2}})/\mathbb {Q} )} ha due elementi: l'identità e l'automorfismo che scambia {\displaystyle {\sqrt {2}}} con {\displaystyle -{\sqrt {2}}}.
- Sia {\displaystyle L=\mathbb {Q} ({\sqrt[{3}]{2}},\zeta _{3})}, dove {\displaystyle \zeta _{3}} è una radice terza primitiva dell'unità. Il gruppo {\displaystyle \mathrm {Gal} (L/\mathbb {Q} )} è isomorfo al gruppo {\displaystyle S_{3}} delle permutazioni di tre elementi. Il campo {\displaystyle L} è il campo di spezzamento del polinomio {\displaystyle x^{3}-2} su {\displaystyle \mathbb {Q} }.